# Lemnalia gracilis
Lemnalia gracilis is een zachte koraalsoort uit de familie Nephtheidae. De koraalsoort komt uit het geslacht Lemnalia. Lemnalia gracilis werd in 1966 voor het eerst wetenschappelijk beschreven door Tixier-Durivault. 